# Красный Дубок
Красный Дубок — деревня в Струго-Красненском районе Псковской области России. Входит в состав сельского поселения «Марьинская волость».

## География
Находится на северо-востоке региона, в центральной части района, в лесной местности около оз. 
Дубенское и оз. Творожковское . Произрастает ольха, берёза.
Уличная сеть не развита.

## История
В 1941—1944 гг. деревня находилась под фашистской оккупацией войсками Гитлеровской Германии.
С образованием Стругокрасненского района с 1927 до 1995 года деревня входила в Симанологский сельсовет, с января 1995 до января 2010 года — в Симанологскую волость. 
С 1 января 2010 года с упразднением Симанологской волости деревня входит в Марьинскую волость.

## Население
| 2001 | 2002 | 2010 | 2011 |
| ---- | ---- | ---- | ---- |
| 18   | ↗24  | ↘6   | ↗8   |

## Инфраструктура
В 1931–41 гг. и 1944–50 гг. – колхоз «Красный Дубок» (Ефимов, Фёдоров, 2015).

## Транспорт
Деревня доступна по просёлочным дорогам .